# Gubernatorzy Luizjany
Gubernatorzy Luizjany - lista zawiera zarówno gubernatorów kolonialnych jak i stanowych.

## Gubernatorzy kolonialni
W latach 1699–1803 kontrola nad Luizjaną zmieniała się kilka razy pomiędzy Francją i Hiszpanią, które mianowały jej gubernatorów.

## Gubernatorzy terytorialni i stanowi
Po 1803 roku Luizjana została przyłączona do Stanów Zjednoczonych, początkowo jako terytorium, a następnie jako stan.

### Gubernator terytorium Orleanu
W okresie 1804–1812 teren obecnego stanu Luizjana należał do terytorium Orleanu. Istniejące w tym samym czasie terytorium Luizjany, pomimo nazwy, leżało bardziej na północ i na terenie innym niż obecny stan.
| Imię i nazwisko                | Partia                             | Od   | Do   |
| ------------------------------ | ---------------------------------- | ---- | ---- |
| William Charles Cole Claiborne | Partia Demokratyczno-Republikańska | 1803 | 1812 |

### Gubernatorzy stanowi do wojny secesyjnej
W 1812 roku Luizjana przystąpiła do Unii jako stan.
| #  | Nazwisko                       | Zdjęcie | Początek urzędowania | Koniec urzędowania  | Partia                             |
| -- | ------------------------------ | ------- | -------------------- | ------------------- | ---------------------------------- |
| 1  | William Charles Cole Claiborne |         | 30 kwietnia 1812     | 16 grudnia 1816     | Partia Demokratyczno-Republikańska |
| 2  | Jacques Villeré                |         | 16 grudnia 1816      | 18 grudnia 1820     | Partia Demokratyczno-Republikańska |
| 3  | Thomas B. Robertson            |         | 18 grudnia 1820      | 15 listopada 1824   | Partia Demokratyczno-Republikańska |
| 4  | Henry S. Thibodaux             |         | 15 listopada 1824    | 13 grudnia 1824     | Partia Demokratyczno-Republikańska |
| 5  | Henry Johnson                  |         | 13 grudnia 1824      | 15 grudnia 1828     | Partia Demokratyczno-Republikańska |
| 6  | Pierre Derbigny                |         | 15 grudnia 1828      | 6 października 1829 | Narodowi Republikanie              |
| 7  | Armand Beauvais                |         | 6 października 1829  | 14 stycznia 1830    | Partia Wigów                       |
| 8  | Jacques Dupre                  |         | 14 stycznia 1830     | 31 stycznia 1831    | Partia Wigów                       |
| 9  | Andre B. Roman                 |         | 31 stycznia 1831     | 4 lutego 1835       | Partia Wigów                       |
| 10 | Edward D. White Sr.            |         | 4 lutego 1835        | 4 lutego 1839       | Partia Wigów                       |
|    | Andre B. Roman                 |         | 4 lutego 1839        | 30 stycznia 1843    | Partia Wigów                       |
| 11 | Alexander Mouton               |         | 30 stycznia 1843     | 12 lutego 1846      | Partia Demokratyczna               |
| 12 | Isaac Johnson                  |         | 12 lutego 1846       | 28 stycznia 1850    | Partia Demokratyczna               |
| 13 | Joseph Marshall Walker         |         | 28 stycznia 1850     | 18 stycznia 1853    | Partia Demokratyczna               |
| 14 | Paul Octave Hebert             |         | 18 stycznia 1853     | 22 stycznia 1856    | Partia Demokratyczna               |
| 15 | Robert C. Wickliffe            |         | 22 stycznia 1856     | 23 stycznia 1860    | Partia Demokratyczna               |
| 16 | Thomas Overton Moore           |         | 23 stycznia 1860     | 24 kwietnia 1862    | Partia Demokratyczna               |

### Gubernatorzy w czasie wojny secesyjnej

#### Gubernatorzy konfederaccy
| Imię i nazwisko      | Partia               | Od   | Do   |
| -------------------- | -------------------- | ---- | ---- |
| Thomas Overton Moore | Partia Demokratyczna | 1861 | 1864 |
| Henry Watkins Allen  | Partia Demokratyczna | 1864 | 1865 |

#### Unijni gubernatorzy wojskowi
- George F. Shepley 1862-1864
- Michael Hahn 1864-1865
- James Madison Wells 1865

### Gubernatorzy w okresie rekonstrukcji
- James Madison Wells 1865-1867
- Benjamin Franklin Flanders
- Joshua Baker
- Henry Clay Warmoth
- John McEnery
- Pinckney Benton Stewart Pinchback 1872-1873
- William Pitt Kellogg 1872-1877

### Gubernatorzy stanowi od 1877 roku
| No. | Nazwisko                      | Zdjęcie | Początek urzędowania | Koniec urzędowania   | Partia                                                            |
| --- | ----------------------------- | ------- | -------------------- | -------------------- | ----------------------------------------------------------------- |
| 23  | Henry C. Warmoth              |         | 27 czerwca 1868      | 9 grudnia 1872       | Partia Republikańska                                              |
| 24  | P.B.S. Pinchback              |         | 9 grudnia 1872       | 13 stycznia 1873     | Partia Republikańska                                              |
| 25  | John McEnery                  |         | 13 stycznia 1873     | 22 maja 1873         | Partia Demokratyczna                                              |
| 26  | William P. Kellogg            |         | 13 stycznia 1873     | 8 stycznia 1877      | Partia Republikańska                                              |
| 27* | Stephen B. Packard            |         | 8 stycznia 1877      | 24 kwietnia 1877     | Partia Republikańska                                              |
| 28  | Francis T. Nicholls           |         | 8 stycznia 1877      | 14 stycznia 1880     | Partia Demokratyczna                                              |
| 29  | Louis A. Wiltz                |         | 14 stycznia 1880     | 16 października 1881 | Partia Demokratyczna                                              |
| 30  | Samuel D. McEnery             |         | 16 października 1881 | 20 maja 1888         | Partia Demokratyczna                                              |
|     | Francis T. Nicholls           |         | 20 maja 1888         | 10 maja 1892         | Partia Demokratyczna                                              |
| 31  | Murphy J. Foster              |         | 10 maja 1892         | 8 maja 1900          | Partia Demokratyczna                                              |
| 32  | William W. Heard              |         | 8 maja 1900          | 10 maja 1904         | Partia Demokratyczna                                              |
| 33  | Newton C. Blanchard           |         | 10 maja 1904         | 12 maja 1908         | Partia Demokratyczna                                              |
| 34  | Jared Y. Sanders Sr.          |         | 12 maja 1908         | 14 maja 1912         | Partia Demokratyczna                                              |
| 35  | Luther E. Hall                |         | 14 maja 1912         | 9 maja 1916          | Partia Demokratyczna                                              |
| 36  | Ruffin G. Pleasant            |         | 9 maja 1916          | 11 maja 1920         | Partia Demokratyczna                                              |
| 37  | John M. Parker                |         | 11 maja 1920         | 13 maja 1924         | Partia Demokratyczna                                              |
| 38  | Henry L. Fuqua                |         | 13 maja 1924         | 11 października 1926 | Partia Demokratyczna                                              |
| 39  | Oramel H. Simpson             |         | 11 października 1926 | 21 maja 1928         | Partia Demokratyczna                                              |
| 40  | Huey Pierce Long              |         | 21 maja 1928         | 25 stycznia 1932     | Partia Demokratyczna                                              |
| 41  | Alvin Olin King               |         | 25 stycznia 1932     | 10 maja 1932         | Partia Demokratyczna                                              |
| 42  | Oscar Kelly (O.K.) Allen      |         | 10 maja 1932         | 28 stycznia 1936     | Partia Demokratyczna                                              |
| 43  | James A. Noe                  |         | 28 stycznia 1936     | 12 maja 1936         | Partia Demokratyczna                                              |
| 44  | Richard W. Leche              |         | 12 maja 1936         | 26 czerwca 1939      | Partia Demokratyczna                                              |
| 45  | Earl K. Long                  |         | 26 czerwca 1939      | 14 maja 1940         | Partia Demokratyczna                                              |
| 46  | Sam H. Jones                  |         | 14 maja 1940         | 9 maja 1944          | Partia Demokratyczna                                              |
| 47  | Jimmie Davis                  |         | 9 maja 1944          | 11 maja 1948         | Partia Demokratyczna                                              |
| 48  | Earl K. Long                  |         | 11 maja 1948         | 13 maja 1952         | Partia Demokratyczna                                              |
| 49  | Robert F. Kennon              |         | 13 maja 1952         | 8 maja 1956          | Partia Demokratyczna                                              |
| 50  | Earl K. Long                  |         | 8 maja 1956          | 10 maja 1960         | Partia Demokratyczna                                              |
| 51  | Jimmie Davis                  |         | 10 maja 1960         | 12 maja 1964         | Partia Demokratyczna                                              |
| 52  | John J. McKeithen             |         | 12 maja 1964         | 2 maja 1972          | Partia Demokratyczna                                              |
| 53  | Edwin W. Edwards              |         | 9 maja 1972          | 10 marca 1980        | Partia Demokratyczna                                              |
| 54  | David C. Treen                |         | 10 marca 1980        | 12 marca 1984        | Partia Republikańska                                              |
| 55  | Edwin W. Edwards              |         | 12 marca 1984        | 14 marca 1988        | Partia Demokratyczna                                              |
| 56  | Charles E. (Buddy) Roemer III |         | 14 marca 1988        | 13 stycznia 1992     | Partia Demokratyczna (1988-1991) Partia Republikańska (1991-1992) |
| 57  | Edwin W. Edwards              |         | 13 stycznia 1992     | 8 stycznia 1996      | Partia Demokratyczna                                              |
| 58  | Murphy J. (Mike) Foster Jr.   |         | 8 stycznia 1996      | 12 stycznia 2004     | Partia Republikańska                                              |
| 59  | Kathleen Babineaux Blanco     |         | 12 stycznia 2004     | 14 stycznia 2008     | Partia Demokratyczna                                              |
| 60  | Bobby Jindal                  |         | 14 stycznia 2008     | 11 stycznia 2016     | Partia Republikańska                                              |
| 61  | John Bel Edwards              |         | 11 stycznia 2016     | 8 stycznia 2024      | Partia Demokratyczna                                              |
| 62  | Jeff Landry                   |         | 8 stycznia 2024      | urzęduje             | Partia Republikańska                                              |